# Rosa koreana
Rosa koreana là loài thực vật có hoa trong họ Hoa hồng. Loài này được Kom. miêu tả khoa học đầu tiên năm 1901.